# Bosch (Insel)

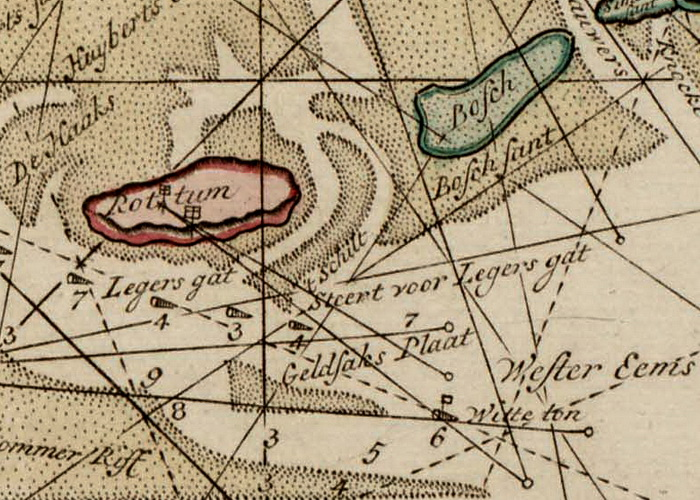
Karte vor 1682 (Norden ist unten)

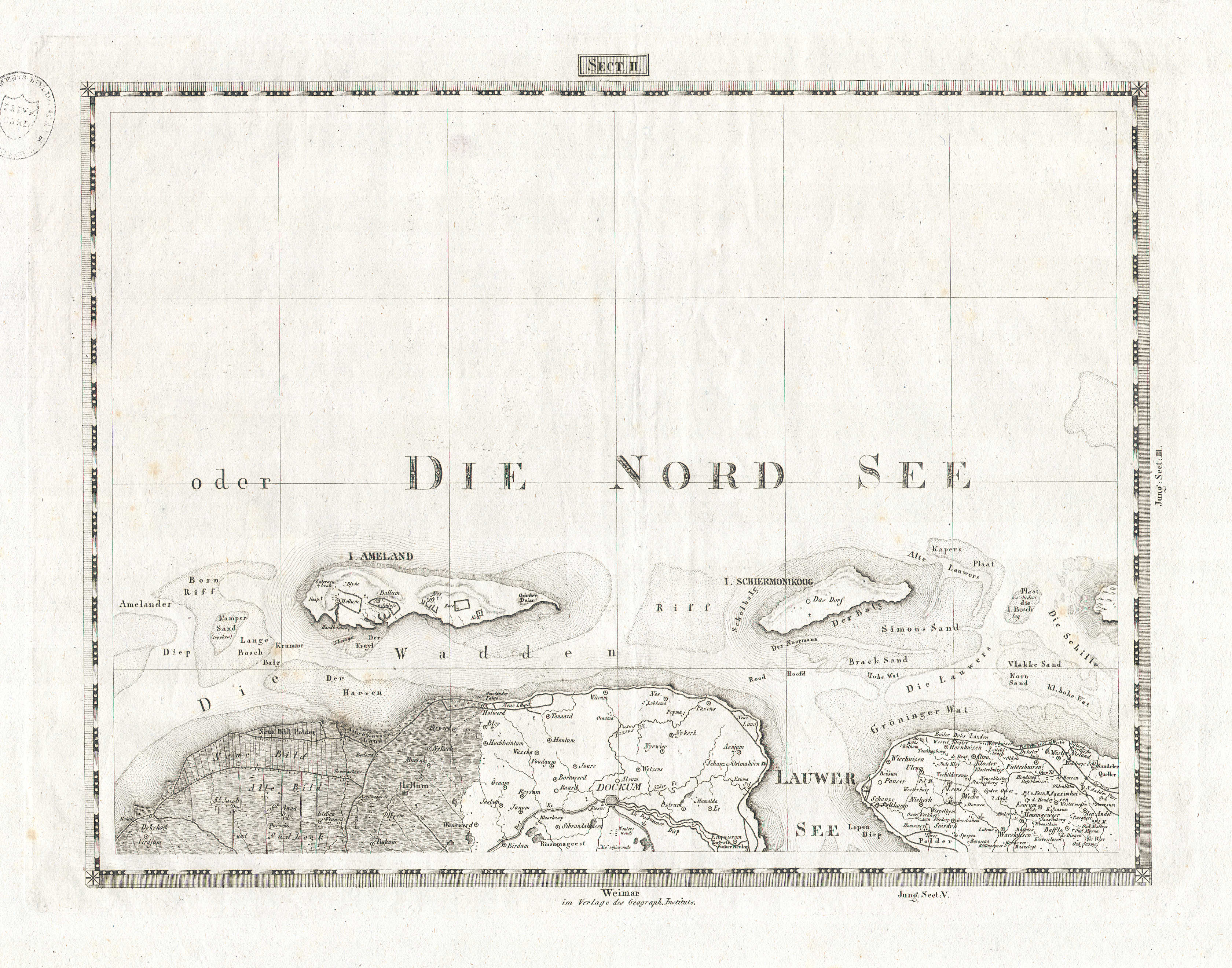
Kartenblatt von 1820, im Osten mit Beschriftung:
„Plaat wo ehedem die I. Bosch lag“

Bosch war eine im 18. Jahrhundert versunkene Insel im niederländischen Wattenmeer, gelegen zwischen Schiermonnikoog und Rottumeroog. Alten Karten zufolge war Bosch nach Westen hin durch eine Fahrrinne mit Namen De Lauwers von Schiermonnikoog getrennt. Im Osten lag der Wasserarm De Schille, der Bosch von Rottumeroog trennte.

## Geschichte
Bis 1530 war die Insel Eigentum des Klosters Aduard. Auf der Insel bestand ein Dorf mit Namen Cornsant. Die Allerheiligenflut 1570 spülte große Teile der Insel fort, wodurch Bosch unbewohnbar wurde. Einige Jahrzehnte später begann die Insel durch Sandanspülungen wieder anzuwachsen, doch während der Weihnachtsflut 1717 verschwand Bosch endgültig in der See.
Schiermonnikoog lag 1570 noch rund zehn Kilometer entfernt von Bosch. Durch beständige Sandanspülungen ist die Insel jedoch in den folgenden Jahrhunderten immer weiter nach Osten angewachsen, so dass die Ostspitze von Schiermonnikoog mittlerweile dort liegt, wo sich früher der westliche Teil von Bosch befand.

## Küstenarchäologische Untersuchungen
Im Frühjahr 2006 hat erstmals eine wissenschaftliche Expedition im Auftrag des Groninger Museums und der Stiftung „Versunkene Geschichte“ („Stichting Verdronken Geschiedenis“) an der Ostspitze von Schiermonnikoog nach Überresten des ehemaligen Dorfes Cornsant gesucht. Bei Messungen mit Bodenradar wurden dabei in einer Tiefe von drei bis fünf Metern Strukturen erfasst, die auf die Präsenz von im Boden verborgenen Objekten hindeuten.
Eine weitere Untersuchung im März 2008 ergab Hinweise auf Siedlungsreste im Dünenbereich an der Ostspitze von Schiermonnikoog.
Ausstellungen über die Geschichte der Insel Bosch und die Suche nach den Resten des Dorfes Cornsant wurden 2006 im Freilichtmuseum „Het Hoogeland“ in Warffum und 2008 im Besucherzentrum von Schiermonnikoog gezeigt.

## Belletristik
Der Roman Stormvloed der niederländischen Autorin Ynskje Penning spielt während des Untergangs der Insel Bosch in der Allerheiligenflut 1570 und setzt diese Ereignisse in Beziehung zu dem damals gerade beginnenden Unabhängigkeitskrieg der Niederlande gegen die spanische Herrschaft.